# Тарашкевич, Бронислав Адамович
Бронисла́в Ада́мович Тарашке́вич (бел. Бранісла́ў Ада́мавіч Тарашке́віч; пол. Bronisław Taraszkiewicz; 20 января 1892 — 29 ноября 1938) — белорусский общественно-политический деятель левого и коммунистического толка, языковед, переводчик, публицист. Академик АН БССР (1928). Создатель первой грамматики белорусского языка. Расстрелян в 1938 году, реабилитирован посмертно.

## Биография

### Юность, учёба и начало научной карьеры
Родился в Матюлишках (лит. Mačiuliškės) Виленского уезда (теперь Вильнюсский район Литвы) в крестьянской семье и единственный из детей получил образование. Учился в Виленской гимназии (1906—1911), которую окончил с серебряной медалью. В 1916 году окончил историко-филологический факультет Петербургского университета. Под руководством А. А. Шахматова и Е. Ф. Карского начал разрабатывать белорусскую грамматику. Был оставлен там при кафедре русского языка и литературы. Работал и как приват-доцент древнегреческого и латинского языков.

### Начало общественно-политической деятельности
В 1917 году — один из лидеров Белорусской социалистической громады. В 1918 году руководил культурно-просветительским отделом Петроградского отделения Белорусского национального комиссариата (Белнацком), участвовал в издании газеты «Дзянніца». В 1919 году — преподаватель белорусского и греческого языков в Минском педагогическом институте. В 1920 году — заведующий белорусского сектора департамента просвещения Срединной Литвы. После того как западнобелорусские земли оказались в составе Польши, Б. А. Тарашкевич стал членом Центрального белорусского избирательного комитета, с 1921 года — директор Виленской белорусской гимназии. В 1920-х годах Тарашкевич был также членом масонских лож «Томаш Зан» в Вильно и ложи «Правда» в Варшаве.

### Парламентская и общественная деятельность в Западной Белоруссии в составе Польши
В 1922 году Тарашкевич был избран послом (депутатом) польского сейма, в 1922—1924 годах являлся председателем Белорусского посольского клуба. В первый период своей парламентской работы придерживался полонофильской ориентации, хотя остро критиковал с сеймовой трибуны национальную и социальную политику польского правительства. В феврале 1924 года вместе с Радославом Островским и Александром Власовым принял участие в создании Белорусско-польского товарищества (БПК) в Вильно, за что был отстранён от председательства в Белорусском посольском клубе. После этого сблизился с левым крылом БПК. 24 июня 1925 года вместе с Семёном Рак-Михайловским, Павлом Волошиным и Петром Метлой вышел из состава БПК и основал посольский клуб Белорусской крестьянско-рабочей громады.
Стал председателем клуба, а после и созданной на его основе массовой политической партии.

### Подпольная деятельность в Компартии Западной Белоруссии
Тесно сблизился с лидерами Компартии Западной Белоруссии (КПЗБ) и в январе 1926 года был принят в её ряды. Тайно участвовал в III конференции КПЗБ (январь 1926 года). В январе 1927 года был арестован польскими властями и в мае 1928 года осуждён на 12 лет заключения. В мае 1930 года Тарашкевич был досрочно выпущен из тюрьмы. Активно участвовал в избирательной кампании Компартии в польский парламент, возглавлял прокоммунистический избирательный комитет Белорусского рабоче-крестьянского посольского клуба «Змаганьне» («Борьба»). Жил в Данциге (Гданьске). В феврале 1931 года вновь арестован польскими властями при попытке проехать через польскую территорию из Данцига в Берлин. В ноябре 1932 года был осуждён на 8 лет каторги.

### В СССР
С сентября 1933 года в результате обмена политзаключёнными между Польшей и СССР на Ф. Олехновича, вернулся и жил в Москве. Работал заведующим отдела Польши и Прибалтики в Международном аграрном институте.
6 мая 1937 года арестован по обвинению в организации «Белорусского национального центра». 5 января 1938 года приговорён к высшей мере наказания с отсрочкой приговора на 10 месяцев в г. Минск; 29 ноября 1938 года — расстрелян. Предположительное место захоронения — спецобъект НКВД БелССР «Куропаты». Реабилитирован посмертно 26 января 1957 года.

## Научная и литературная деятельность
Публиковался в белорусской печати с 1914 года. В 1918 году, работая заведующим культурно-просветительного отдела Белнацкома, подготовил и издал в Вильно первый учебник белорусской грамматики для школьников «Беларуская граматыка для школаў» («Белорусская грамматика для школ»). В ней автор обобщил и закрепил письменные традиции, сложившиеся к тому времени в издании художественной, научно-популярной, публицистической литературы и в периодической печати; учел достояния тогдашней лингвистической науки (исследования А. А. Шахматова, Е. Ф. Карского) и опыт предшественников. Грамматика переиздавалась 6 раз, самое известное издание вышло в 1929 году.
Находясь в заключении, перевёл на белорусский язык «Илиаду» Гомера и «Пана Тадеуша» Адама Мицкевича.

### Произведения
- Заходняя Беларусь — пляцдарм імпэрыялістычнай інтэрвэнцыі. — Менск : Беларуская акадэмія навук, Камісія па вывучэньні Заходняй Беларусі, 1931. — 20 с.
- Как живут крестьяне за границей. — Москва-Ленинград, 1935.
- Дифференциация крестьянства в Польше во время кризиса // Польская деревня во время кризиса. — Москва, 1935.
- Выбранае: крытыка, публіцыстыка, пераклады / Укладанне, уступ, каментарыі А. Ліса. — Мінск : Мастацкая літаратура, 1991. — 319 с.

## Память
Именем Бронислава Тарашкевича названы улицы в городе Молодечно Минской области и в городском посёлке Радошковичи Молодечненского района. В 1969 году имя Тарашкевича стал носить лицей с белорусским языком обучения в польском городе Бельск-Подляски. В 2003 году именем Тарашкевича названа улица в жилом районе Большая Слепянка города Минска.